# Morembert
Morembert és un municipi francès situat al departament de l'Aube i a la regió del Gran Est. L'any 2007 tenia 47 habitants.

## Demografia

### Població
El 2007 la població de fet de Morembert era de 47 persones. Hi havia 16 famílies de les quals 4 eren unipersonals (4 dones vivint soles i 4 dones vivint soles), 4 parelles sense fills i 8 parelles amb fills.
La població ha evolucionat segons el següent gràfic:
Habitants censats

### Habitatges
El 2007 hi havia 20 habitatges, 16 eren l'habitatge principal de la família, 3 eren segones residències i 1 estava desocupat. Tots els 20 habitatges eren cases. Dels 16 habitatges principals, 11 estaven ocupats pels seus propietaris i 5 estaven llogats i ocupats pels llogaters; 1 tenia tres cambres, 2 en tenien quatre i 13 en tenien cinc o més. 13 habitatges disposaven pel capbaix d'una plaça de pàrquing. A 4 habitatges hi havia un automòbil i a 11 n'hi havia dos o més.

### Piràmide de població
La piràmide de població per edats i sexe el 2009 era:
| Homes | Edats   | Dones |
| ----- | ------- | ----- |
| 0     | 95 o +  | 0     |
| 0     | 90 a 94 | 0     |
| 0     | 85 a 89 | 0     |
| 4     | 80 a 84 | 0     |
| 0     | 75 a 79 | 4     |
| 0     | 70 a 74 | 0     |
| 0     | 65 a 69 | 0     |
| 0     | 60 a 64 | 0     |
| 0     | 55 a 59 | 0     |
| 0     | 50 a 54 | 0     |
| 0     | 45 a 49 | 0     |
| 4     | 40 a 44 | 0     |
| 0     | 35 a 39 | 0     |
| 4     | 30 a 34 | 4     |
| 0     | 25 a 29 | 4     |
| 0     | 20 a 24 | 0     |
| 0     | 15 a 19 | 0     |
| 0     | 10 a 14 | 0     |
| 0     | 5 a 9   | 4     |
| 4     | 0 a 4   | 12    |

## Economia
El 2007 la població en edat de treballar era de 29 persones, 24 eren actives i 5 eren inactives. De les 24 persones actives 17 estaven ocupades (12 homes i 5 dones) i 7 estaven aturades (2 homes i 5 dones). De les 5 persones inactives 1 estava jubilada, 3 estaven estudiant i 1 estava classificada com a «altres inactius».

## Poblacions més properes
El següent diagrama mostra les poblacions més properes.